# Universidad Popular del Cesar
La Universidad Popular del Cesar es una universidad pública, del orden nacional, sujeta a inspección y vigilancia por medio de la Ley 1740 de 2014 y la ley 30 de 1992 del Ministerio de Educación de Colombia. Inició labores académicas bajo el nombre de Instituto Tecnológico del Cesar-ITUCE en el año de 1973; en 1976 cambió su nombre al actual, recibiendo así estatus de Universidad. Está ubicada en Valledupar, capital del departamento del Cesar, Colombia.
Está afiliada al Consorcio Colombia, Asociación Colombiana de Universidades y al Sistema Universitario Estatal.

## Historia
Fue fundada el 19 de noviembre de 1976 según la Ley 34, amparada en el Artículo 69 de la Constitución Política de Colombia y la Ley 30 de 1992. Inició clases en agosto de 1977. Para entonces, los programas de Enfermería, Administración de Empresas y Contaduría Pública, Matemáticas y Física fueron los primeros en ser ofertados a 94 estudiantes admitidos.
Para 1998, la universidad extendió su oferta académica, por lo que fueron anexados los programas de Licenciatura en Matemáticas e Informática; Licenciatura en Lengua Castellana e inglés; Licenciatura en Ciencias Naturales y Educación Ambiental; Instrumentación Quirúrgica; Microbiología; Ingeniería de Sistemas; Ingeniería Electrónica; Ingeniería Ambiental y Sanitaria; Economía; Administración de Comercio Internacional, Derecho y Sociología. Desde mediados de 2023, la universidad cuenta con 7 facultades, 24 programas de pregrado y 26 de posgrado, siendo los de Enfermería, Licenciatura en Literatura y Lengua Castellana, Ingeniería Electrónica e Ingeniería Agroindustrial los que cuentan con acreditación de alta calidad.
En cuanto a infraestructura, el recinto educativo cuenta con un bloque donde se ejercen actividades relacionadas con el bienestar institucional. También cuenta con un comedor, piscina olímpica y un coliseo multifuncional. La piscina fue el escenario de distintas disciplinas desarrolladas en los Juegos Bolivarianos de 2022. Además se encuentran laboratorios y un Centro de Estudios de Idiomas avalado por la Universidad de Oxford, una biblioteca para la investigación, hemeroteca, virtualteca y otros espacios como el auditorio donde se han ejercido actividades de nivel nacional e internacional.
Tiene sedes también en Aguachica y Agustín Codazzi.